# Cui Yingzi
Cui Yingzi, född 26 januari 1971, är en friidrottare från Kina. Hon deltog vid olympiska sommarspelen 1992.